# BLT

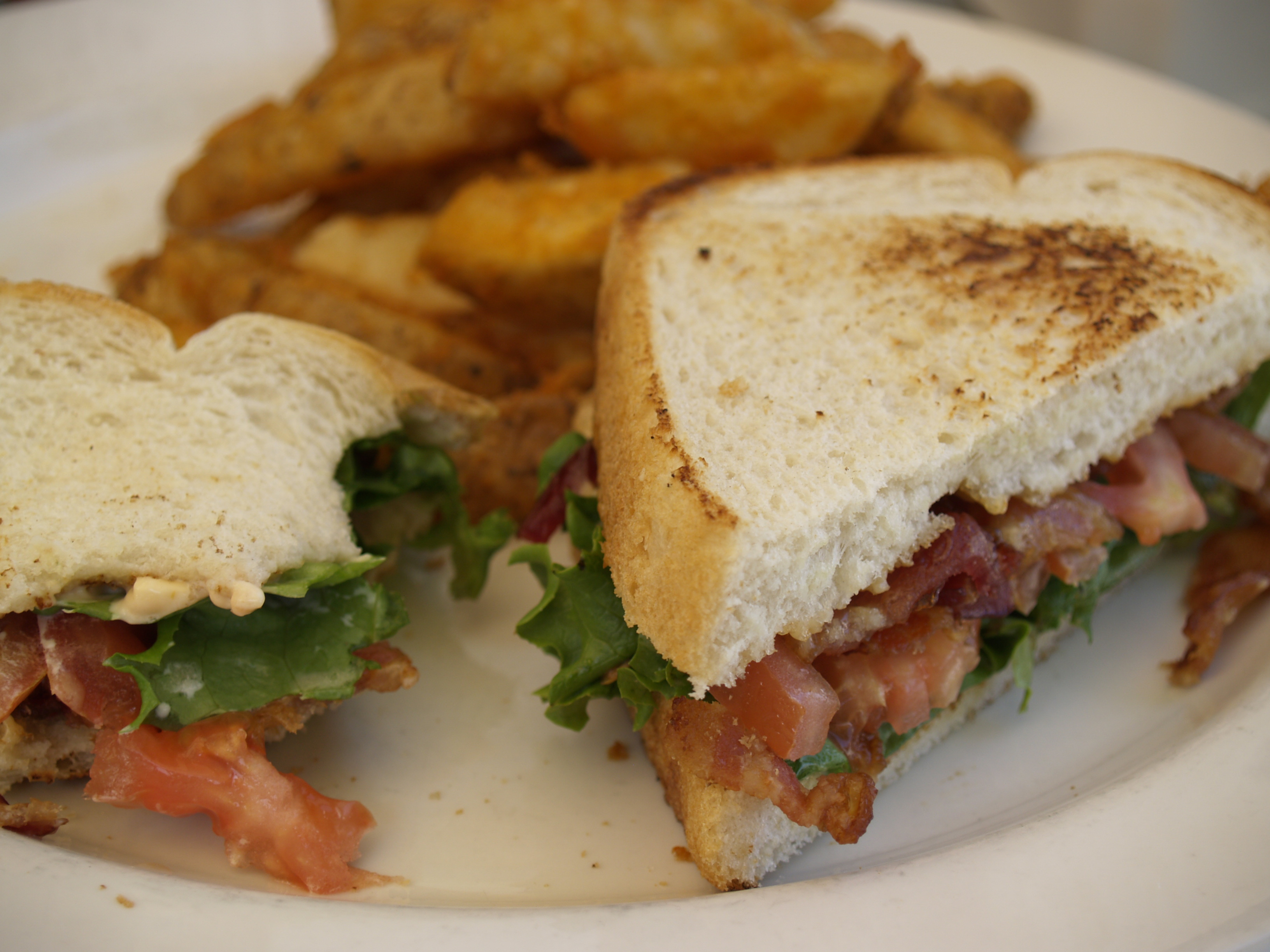
Kanapki BLT z frytkami

BLT – rodzaj kanapki popularnej w krajach anglosaskich, w skład której wchodzi kilka pasków bekonu, liść sałaty, kilka plasterków pomidora oraz dwie kromki chleba posmarowane masłem lub majonezem. Nazwa kanapki to skrót od angielskich nazw głównych składników – bacon (bekon), lettuce (sałata) i tomato (pomidor).